# الرؤية الأولى ليعقوب
الرؤية الأولى ليعقوب جزء من أبوقريفا العهد الجديد (New Testament apocrypha) وتُسمي أيضاً «كشف يعقوب the Revelation of Jacob» تم اكتشافها من بين 52 نص مسيحي غنوصي موزعة على 13 مجموعة من المخطوطات codices بمعرفة مزارع عربي، يُسمي محمد علي السمان، في بلد مصرية هي نجع حمادي في أواخر ديسمبر عام 1945 ب.م. وتم العثور على نسخة أخرى حديثاً في مجموعة مخطوطات تشاكوس Codex Tchacos. 

النص نفسه محفوظ جيداً؛ يُحكي أن خبيئة النصوص التي تُسمي «مكتبة نجع حمادي Nag Hammadi library» عندما تم العثور عليها، كانت محكمة الغلق داخل وعاء من الفخار. بلا شك كانت مخفية خلال القرن الرابع، لإخفاء النصوص من التدمير بيد آخرين

الشكل الأساسي للنص هو على هيئة حوار كشفي/حديث بين يعقوب المستقيم (أخو يسوع – حسب النص، يعقوب ليس شقيق بيولوجي ولكن أخ روحي) ويسوع، مع رواية جزئية غير مكتملة fragmentary عن استشهاد يعقوب ملحقة إلى مؤخرة المخطوطة، موصولة بالباقي بإشارة ملتوية للصلب. الجزء الأول من النص يصف اهتمام يعقوب المُستنتج بأن يُصلب، بينما الجزء الأخير يصف كلمات مرور سرية مُعطاة ليعقوب حتى يتمكن من الصعود إلى السماء العليا (من بين الإثنين وسبعين) بعد الموت، بدون أن يُمنع من قوي الخالق demiurgeالشريرة. 

بعضاً من التفاصيل الخلفية الإطارية حول يعقوب يعتقد الدارسون الاكاديميون أنها تعكس تقاليد قديمة early traditions؛ وفقاً للنص:
- كان يعقوب هو رأس الكنيسة القديمة
- يعقوب هو الرسول أو الحوارى الأكثر صدارة
- فر يعقوب إلى بيلا (طبقة فحل) Pellaعندما اجتاح الرومان القدس عام 70 ب.م. وهو ما يتناقض مع شهادة جوزيفوس ويوسابيوس الذين ذكرا أن يعقوب تم إعدامه في القدس عام 62 ب.م.

سمة من أكثر السمات المثيرة للاهتمام في «رؤية يعقوب الأولي First Apocalypse of James» هي أن مدي أو نطاق التأريخ لنصها الأصلي، الذي يحدده الباحثون لها، يقتضي ان تكون كتابتها تمت بعد «الرؤية الثانية ليعقوب Second Apocalypse of James»

### ما كتبه ويليا سكودل في كتاب مكتبة نجع حمادي صفحة 260
تسمي المخطوطة هذا المكتوب: رؤية يعقوب. ونحن نشير إليها هنا باسم الرؤية (الأولى) ليعقوب لتمييزها عن النص التالي (5، 4) التي تسميه المخطوطة أيضاً «رؤية يعقوب». يُعتبر مكتوب الرؤية الأولى نموذجاً رائعاً «للحوار الكشفي revelation dialogue». المتحاوران هما السيد ويعقوب أخو السيد (الذي قيل انه أخو السيد فقط بالمعنى الروحي المحض). في الجزء الأول من المكتوب (20، 10 – 30، 11) يوجه يعقوب أسئلة إلى السيد تعكس قلقه من التي ستلحق قريباً به وبالسيد، والسيد يقدم مواساة ليعقوب على هيئة تعاليم غنوصية قياسية حول مكانة الإنسان في الكون. إشارة غير مباشرة وشديدة الإيجاز إلى الصلب في 30، 12 – 13 تعمل كنقطة تحول في الرواية. بعد عودة ظهور السيد، تهيمن على الرواية سلسلة من الصيغ المنقولة ليعقوب لتمكنه من مواجهة تحديات القوى المعادية التي ستحاول منع صعوده إلى «الواحد السابق الوجود Pre-Existent One» بعد استشهاده (32، 23 – 36، 1). هذه الصيغ تمثل إصدار دراماتيكي من النصوص التي تظهر في أماكن أخرى في سياق طقوس للميت في شكل غنوصية فالنتينية (Irenaeus, Haer. 1.21.5; Epiphanius, Pan. 36.3.1-6). لكن، من الجدير بالملاحظة، أنه على الأقل، أن واحد من الخطوط المميزة التي تظهر هنا («أنا غريب، ابن من ذرية الأب») لها مواز قريب في المجموعة الهرمسية Corpus Hermeticum (13. 3). من الأمور الهامة الأخرى في الجزء الثاني، التوجيهات المتعلقة بتناقل التعليمات سراً (36، 13 – 38، 11)، والتعليقات حول قيمة النساء كتلميذات (38، 15 – 41، 18)، وذكر توبيخ يعقوب للتلاميذ الإثني عشرة (42، 20 - 24)، والرواية الطويلة نسبياً (المبتورة الآن بشدة) لشهادة يعقوب في نهاية المكتوب. 

تسمية يعقوب، يعقوب المستقيم (32، 2 – 3؛ 43، 19) تشير إلى تواصل مع التقليد المسيحي اليهودي (قارن هيغيسيبوس، في كتاب يوسابيوس التاريخ الكنسي 2. 23 . 4، 7؛ وإنجيل العبرانيين، في كتاب دي فيريس 2، وإنجيل توماس، المقولة 12). إدراج عدي (36، 15 - 24) في قائمة الشخصيات التي ستنقل التعاليم سراً يشير إلى تواصل مع سوريا ومنها احتمال التواصل مع شكل من المسيحية السامية (قارن يوسابيوس، تاريخ الكنيسة 1. 13). جادل بعض الباحثين أن العديد من المواضيع الأخرى في الرؤيا تكشف تأثير اللاهوت المسيحي اليهودي. ولكن بعيداً عن الاهمية المنسوبة إلى يعقوب المستقيم هناك القليل من يمكن نسبته لتأثير المسيحية اليهودية بثقة على شكل خاص. هناك احتمال كبير بأن شخصية يعقوب تم اختيارها من دائرة من الغنوصيين كمشجب لتعليق تعاليمهم عليه.

### ما كتبه وولف بيتر فانك في كتاب أبوكريفا العهد الجديد صفحة 315، 317 - 318
إن إختُزلنا بالفعل للتخمينات فيما يتعلق باللغة الأصلية، فإن ذلك يرتبط بالطبيعة، أيضاً بالترجمة إلى اللغة القبطية. يجب ان يكون ذلك قد تم على أبعد تقدير في النصف الأول من القرن الرابع، ولكن من المستبعد أنه أبكر من النصف الثاني من القرن الثالث الميلادي. ولكن تلك المعلومات مازالت لا تقول لنا الكثير عن التشكيل الأصلي للوثيقة. نحن هنا نُختزل إلى إستنتاجات تنتج من محتوى النص. العقائد الفالنتينية الباطنية theologoumena المستخدمة في النص (خاصة عقائد الصوفيا العليا والدنيا) تبدو كأنها تستلزم تكون المنهج الفالنتيني الكامل التطور، وبالتالي تطرح بأن النص قد كُتب ليس قبل نهاية القرن الثاني الميلادي. رفض العلاقة الأخوية الجسدية بين عيسى ويعقوب، تشير إلى نفس الإتجاه. ولكن من المحتمل بشدة استخدام مواد أكثر قدماً من أصل مسيحي- يهودي أو من تقليد يعقوب في كتابة الوثيقة. لكن لو كانت هذه المواد القديمة ذات أبعاد عمل أدبي رئيسي سابق للفالنتينية، فإن هذا العمل السابق قد يُعتبر كياناً مستقلاً، وليس مماثلاً لرؤية يعقوب الأولى. 

المحتوى والغاية: في مجرى الحوار في الرؤية الأولى ليعقوب، تُمس سلسلة كلملة من النقاط، إجابات عيسى عليها تكون أحياناً شديدة التعميم، ولكن أحياناً محددة، وتتخذ عرضياً موقفاً حرجاً (مثلاً، الإثني عشر، بدلاً من السباعيات السبعة ونقد الكتابات المقدسة في صفحة 26. 2 – 8؛ في مسألة الأنوثة، صفحة 24- 26 – 31؛ 38. 16 – 23؛ 41. 17 – 19؛ وأكثر). ولكن، الموضوع الرئيسي في رسالة الرؤيا الأولى ليعقوب، هو بلا شك "الخلاص" بمعنى تحرر الغنوصي من عذاب الوجود الأرضي، وعودته إلى موطنه من وراءه، وإتحاده مع الأساس الاولي للكينونة: "ثم لن تكون بعد ذلك يعقوب، ولكن تكون هذا الواحد الكائن (صفحة 27. 8 - 10). هنا الفداء يُفهم بتعبيرات عملية. لو رغب فرد في الفرار من الدنيا الحاضرة، فإنه يواجه حتماً بحرس حدود (جباة المكوس والحراس)، الذين لا يقطعون فقط الطريق أمام الأرواح الصاعدة ولكنهم يرغبون في الإمساك بها من أجل غاياتهم الخاصة. ولكن تلك القوى يمكن التغلب عليها بالكلمات – بافتراض معرفة الفرد للكلمات الصحيحة. معرفة كلمات المرور هذه تقوم في مركز رسالة الرؤيا الأولى ليعقوب. وتشكل المحتوى الرئيسي لحديث عيسى الكشفي الكبير. تتكون أساساً من مناشدة من الغنوصي، بتعبيرات متنوعة متكررة، إلى أصله الكوني الآخر وهبوطه منه هو الذي كان في البداية. هذا يكون كافياً لإرباك القوى الحدودية، والفرار من نفوذهم.

وهكذا، توفر رسالة رؤيا يعقوب الأولى لنا معلومات عن تقليد يعقوب وأسطورة الخلاص الغنوصي في القرن الثاني أو الثالث.

## النص
السيد هو الذي حدثني: يعقوب يا أخي، لقد أعطيتك إشارة: "أنظر الآن إلى كمال خلاصي. فليس بلا سبب دعوتك أخي، (بالرغم أنك لست أخاً حقيقياً لي). وانا لا أجهل أمرك؛ فعندما أعطيك إشارة - إعرف وإسمع."لا شيء موجود إلا هو الموجود. هو لا يمكن تسميته وهو فوق الكلمات. أنا نفسي أيضاً منه هو الموجود، لا يمكن تسميتي، لهذا أُعطيت عدداً من الأسماء – إثنين منه هو الموجود. وانا الآن أقف امامك. بما أنك سألت عن الأنثي، فسأجيبك، الأنثي كانت موجودة من البداية، ولكنها لم تكن الأعلي. إلا انها أعدت لنفسها قوي وسادة. ولكنها لم تكن متواجدة عندما نشأت أنا، لانني صورة الله. لقد قدمت صورة له حتي يعرف أبناء الله الأشياء التي لهم والأشياء المغايرة لهم. أنظر، سأكشف لك كل جوانب هذا السر عاجلاً. لأنهم سيمسكون بي بعد غد. خلاصي قريب!"

قال يعقوب، «يا معلم، لقد قلت،» سيمسكون بي. «ولكن انا ماذا يمكنني أن أفعل؟» قال لي، "لن تخاف يا يعقوب. أنت أيضاً سيمسكون بك. غادر القدس. لانها تقدم دائماً كأس المرارة لأبناء النور. هي مأوي لعدد كبير من الأرخونات. ولكن خلاصك سيُحفظ منهم. وحتى تفهم من هم ومن أي صنف هم، ستعرفهم جيداً. ولكن تذكر – هم مجرد إثني عشر أرخون قوى. ليسوا جميعاً أقوياء أو حتى مخلصين بعضهم لبعض: فكل واحد من الإثني عشر أرخون يلقي نفسه على الأرخونات الآخرين في مجموعته السباعية الخاصة به حتى يبتلعهم." 

قال يعقوب، "يا معلم، هل هناك أيضاً إثني عشر سماء وليس سبعة كما هو مذكور في الكتابات المقدسة؟" قال السيد، "من تحدث عن تلك الكتابات المقدسة له فهم محدود. ولكن انا ساكشف لك ما نشأ منه الذي هو فوق العدد. لأعطي إشارة. عن أعدادهم

```
أما بالنسبة لمن نشأوا منه الذي هو فوق الأبعاد، فسأعطي إشارة عن أبعادهم"
```

قال يعقوب، «يا معلم، انظر، ها أنا ذا قد تلقيت عددهم. هناك إثنين وسبعون بعد!» قال السيد، «تلك هي السموات الإثنتان وسبعون، التي هي تحت حكمهم. تلك هي طاقات كل قدرتهم؛ لقد أقاموا تلك السماوات من أجل الذين أُلقوا في كل مكان إلا أنهم يتواجدون تحت سلطان الأرخونات الإثني عشر. القوة الدنيا أنشأت ملائكة وجنود لا عدد لهم لنفسها. ولكن هو الموجود، أعطى سلطاناً على المجموعات السباعية والسماوات لأرخوناته، لا تعد ولا تحصي. لن تستطيع أن تعدهم الآن حتى لو حاولت، ليس حتى تتخلص من الفكر الأعمي، هذا القيد الجسدي الذي يطوقك. ثم ستصل له هو الموجود. ولن تكون يعقوب بعد ذلك؛ ولكن تصبح الواحد الموجود. وكل هؤلاء الذين لا حصر لهم لهم سيُسمون جميعاً منك.» 

قال يعقوب، «يا معلم بأى طريقة سأصل إليه هو الموجود، بما أن كل تلك القوي وهؤلاء الجنود مسلحين ضدي؟» قال لي، «تلك القوي ليست مسلحة ضدك تحديداً، ولكنهم مسلحين ضد آخر. هم مسلحين ضدى أنا. وهم مسلحون مع قوي أخرى. ولكنهم مسلحين ضدى في الحكم. هم لا يعطوننى ما يجب لي أو يمر من خلالي، بحيث علي أنا أن أمر خلالهم. وسأقاسي في مكان تعذيبهم وآلامهم البائسة.ثم الإليون سيقف بجانبي، وبالرغم أن بإمكانى توبيخهم باسمه، إلا أنني لن أفعل. سيكون بداخلي صمت وسر خفي. إلا أننى واهن القلب أمام غضبهم.»

```
قال يعقوب، «يا معلم، إن كانوا قد سلحوا انفسهم ضدك، فليست هناك ملامة عليك على شهرك سيف فمك ضدهم؟»
```

لقد أتيت هكذا بالمعرفة: لتأنيب أرواحهم الناسية.

بالذكريات تثبت قيمتك وهكذا تؤنب هؤلاء الجنود العصاة."

ولكني مهتم بأمرك.

لانك إنحدرت إلى جهل الموت،

ولكنك الجهل لم يمسك بك، ولا أوقعك في شباكه، لأنك هبطت إلى الغفلة والمصادفة، والمصادفة غُلبت.

والتذكر مشترك.

«لقد مشيت في اللعاب، ملابسك لم تتلوث، لا ركوع سلمك للوحل؛ وهكذا سلبت ارتفاعات المجموعات السباعية والسماوات، غير مرئي بخفاء في عفن الخطيئة.»

وأجابني، «انا لست مثلهم، ولكني كسوت نفسي بكل شيء لهم.» في داخلي هناك نسيان كبير لكل طرق بليعال وشئونه. ولو أن ما فُقد مجرد قليل تافه: فأنا أتذكر هبات ليست لهم.

غياب الأوقات الشريرة من قلبي تحرر القوة المُحذرة، وأنا بينهم." 

قال يعقوب، «يا معلم، ليس لدي لا معرفتك ولا قدراتك، إلا أنني لم أعجز عن مساعدة الفقراء في آلامهم التي سببها الشريرون. ولكنني أصبحت خائفاً منهم لأنهم يحكمون. ماذا سيفعلون بي؟ ما الذي يمكنني قوله؟ أو أي كلمة سيمكنني إعلانها حتى أفر منهم؟»

قال السيد، «يعقوب، أنا أخشي فهمك وأفهم خوفك. إن استمررت على كآبتك، فلا تهتم بأي شيء بإستثناء خلاصك. فأنظر، سأكمل هذا القدر على هذه الأرض كما أعلنت من السماوات. وسأوحي لك خلاصك.»

قال يعقوب، «يا معلم، كيف، بعد كل تلك الأشياء، ستظهر لنا مرة أخرى؟ بعد أن يمسكوا بك، وتكمل قدرك، وستذهب فوق إليه هو الموجود، لا؟»

```
قال السيد، "يعقوب، بعد أن تنتهي تلك الأشياء سأكشف لك كل شيء، ليس من أجلك أنت فقط ولكن من أجل كل الناس الغير مؤمنين، حتى يتواجد فيهم هم أيضاً الإيمان. فالكثيرين سيبلغون الإيمان وسيزدادون في الأيام، الأعمال والمعرفة. بعد ذلك سأظهر لتوبيخ الأرخونات. سأكشف لهم أن المؤمن لا يمكن أن يُمسك به. إن أمسكوا به، فقوته ستفوق كل واحد فيهم. ولكن الآن سأذهب. تذكر تلك الأشياء التي تكلمت بها وأجعلها تسير امامك.
```

«قال يعقوب، سأتعجل كما قلت.» ودعه السيد ليتم ما هو منتظر.

بعد أن سمع يعقوب عن آلامه وإغتم كثيراً، انتظروا إشارة قدومه. عاد بعد عدة أيام. 

كان يعقوب يسير على الجبل الذي يُسمي «جلجثة»، مع تلاميذه، الذين كانوا يستمعون له لأنهم كانوا مغمومين، 

كان يعقوب قد أصبح معزياً لهم، وكان يقول، «تلك هي هضبة الموت التي عليها سيأتى المستقيم للحياة مرة أخرى. هي مختومة بلعنة!» بهذا، مجموعة التلاميذ، عندما أحسوا بعذابها، تفرقوا. ولكن يعقوب بقي في ذلك المكان الملعون وركع في صلاة وصيام لساعات طويلة، كما كانت عادته. 

ظهر السيد له. فأوقف يعقوب صلاته وعانقه. قبله، قائلاً، «يا معلم، لقد وجدتك! لقد سمعت عن آلامك، وكيف تحملتها حتى النهاية. واغتممت كثيراً. أنت تعلم شفقتي العميقة من قبل. لذلك، في التفكير، تمنيت لو لم أرى هؤلاء الناس في هذا المكان. يجب أن يُحاسبوا على تلك الأشياء التي فعلوها. عكس ما هو متوقع.»

قال السيد، "يعقوب، لا تهتم بي أو بهؤلاء الناس. أنا هو الذي بداخلي. لم أتألم بأي حال من الأحوال، ولا أصابني الغم. وهؤلاء الناس لم يؤذوني. ولكنهم أصبحوا مثل صنف من الأرخونات، وما تم تدميره هنا استحق أن يُدمر بهم. ولكن الآن بعد أن خُدع الأرخونات بالأفعال المهلكة لهؤلاء الناس، وبما أنني قد تحررت من الدجال، الأرخونات الآن غاضبين منك أنت يا أخى بحقد، لأنك أنت الآن الدعامة التي يتزن عليها العالم. فحتى الآن، كنت أنا المستقيم وأنت كنت عبده. الآن، اسمك سيكون يعقوب الصدِّيق. "هل رأيت كيف أصبحت واعياً عندما رأيتني؟ حتى أنك أوقفت تلك الصلاة. الآن وقد أصبحت الصديق، رجل الله، فقد عرفتني حتى أنك عانقتنى وقبلتني. آمين! أقول لك أنك أثرت غضباً وسخطاً شديداً على نفسك. إلا أنك لم تخف وقبلتني. فقد حدث هذا حتى يصبح كل الآخرين صديقين."

يعقوب كان حليماً وبكي. وإغتم كثيراً. وجلسا كلاهما على صخرة. قال له السيد، «يعقوب ستقاسي آلاماً بالتأكيد. ولكن لا تحزن. فالجسد هو الضعيف. الجسد ينال ما كُتب له. ولكن بالنسبة لك، لا تسمح لنفسك بالجبن أو الخوف أمام الأرخونات بسبب الجسد.» وسكت السيد.

الآن بعد أن استوعب يعقوب تلك الكلمات، مسح الدموع التي في عينيه، فقد كانت عيناه شديدة الإحمرار.

```
ثم كلمه السيد مرة أخرى، «إسمع يا يعقوب! سأريك نجاتك مسبقلً!قبل أن يُمسك بك لتقاسي آلاماً كبري، زمرة ستتسلح ضدك وتختطفك. تحديداً، ثلاثة منهم سيمسكون بك – هو يجلسون كجباة للمكوس. وهم لا يسرقون فقط المكوس، ولكن الأنفس أيضاً. عندما تقع تحت سلطتهم، حراسهم سينادونك،» من أنت ومن أين؟«عليك أن ترد عليهم،» أنا ابن، وأنا من الأب. «سيناديك،» أي نوع من الأبناء أنت ولأي أب تنتمي؟ عليك أن تقول لهم، «أنا من الأب الدائم الحياة، وابن في الواحد الدائم الحياة.» عندما يناديك، وماذا تظن عليك فعله معنا؟«عليك أن تقول له،» أنا موجود حتى اكشف الأغراب والناس." "عندما يسألك عندئذ، "هل كل الناس أغراب وهل نحن أغراب؟«عليك أن تقول له،» هؤلاء الذين أكشفهم ليسوا أغراب تماماً، ولكنهم وُلدوا من آشاموث
[
4
]
 الغريبة، امرأة ساقطة؛ لأنها ولدتهم وهي تهبط بسلالتها بعيداً عن الواحد الدائم الحياة. فهؤلاء ليسوا غرباء تماماً عنا لأنهم أيضاً منا، لأن أمهم أتت من الواحد الدائم الحياة. إلا أنهم أيضاً غرباء لأن الواحد الدائم الحياة لم يشارك في إنجابها لهم." وعندما يقول لك أيضاً، «أين ستذهب؟«عليك أن تقول له،» من المكان الذي أتيت منه، سأعود.» لو قلت تلك الكلمات، فستتجنب هجومهم. «عندما تلتلقي بهؤلاء المختطفين الذين يسلبون الأنفس في ذلك المكان، ستكون وعاء السلطة – وأكثر من مجرد وعاء. يجب ان تكون الصديق الذي من أجله وُجد العالم. فتتمكن من تبين جذرها الضعيف. بصفتك صديق، سيكون ذهنك صافياً عندما تلتقي ببوليسها السري أو جواسيسها المميتين. ستنادي اسمي وأنا سانادي معرفة الأب التي لا تفنى، الحكمة صوفيا، التي هي» أم«آشاموث.» يا يعقوب، آشاموث ليس لها أب أو رفيق ذكر؛ هي أنثي من أنثي. أنجبت بدون ذكر لأنها كانت وحدها وجاهلة بما أتى من أمها. كانت تظن أنها تواجد وحدها كيتيمة. ولكن سأصرخ لأمها صوفيا. عندما أصرخهؤلاء المختطفين سيقعون في إضطراب.
```

(و) سيلومون جذرهم وسلالة أمهم. ولكن أنت ستصعد إليه هو الموجود – جذرك وسلالتك – الأب الدائم الوجود. 

«الحكام الرؤساء الإثني عشرة هم تقليد ومحاكاة (منتحلون لشخصية الحواريين) للتلاميذ الإثني عشرة والإثني عشر في أزواج؛ الإثني عشر حاكم رئيس هم هؤلاء المرسلون من آشاموث، التي يُترجم اسمها بصوفيا كثيراً عن طريق الخطأ. على العكس، أنا في ذاتي صوفيا التي لا تفنى الذي من خلاله ستُعتق، والذي من خلاله سيكون كل أبائه هو الموجود. هؤلاء المنتحلون علموا ذلك بالفعل وأخفوه في أنفسهم.» ولكن أنت عليك أن تخفي ما أقوله لك في نفسك وتسكت. إكشفه فقط لعدي. بعد أن تغادر مباشرة، ستنشب الحرب مع هذه الأرض. فابكي على الساكن في أورشليم، ولكن دع عدي يحفظ تلك الأشياء عن ظهر قلب. في العام العاشر دع عدي يجلس ويدونها جميعاً. عندما يدونها، عليكم جميعاً أن تعطوا تلك الرسائل إلى متيا لأن لديه براعة الرسائل إلى درجة أنه مشهور بأنه لاوي. ثم عليه أن يحضر كلمتي، مع أقوالى القديمة إلى امرأة ما في أورشليم؛ لأنه أنجب منها ولدين. هاذين الإبنين سيرثون كلماتي، وبها يفهمون الواحد الذي أنا يمجده. هؤلاء الأبناء سينالون من خلال عدي قدراً من فهمه. «في ذلك الوقت، أصغر الإثنين سيكون أعظمهما. وحتى تبقي تلك الأشياء مخفية داخله حتى يصل إلى عمر السبعين عام؛ ثم كل ما تم الكلام عنه سيبدأ في الوقوع من خلاله. الحشود سوف يطاردونهبشدة، حتى لو كان محاطاً بمرافقين. سيُعترف به من الحشود من أجل أعمال معرفته، وهم أيضاً سيعلنون كلمته. ولكن سييبقي آخرون ويصبحون» بذرة الزيف«، قاتلين لأبنائه بين حجارة الأودية الناعمة.» 

قال يعقوب، "لقد امتلأت بالأشياء الخفية؛ نعم، هناك عبء على روحى. ولكني مازلت أسألك: ماذا عن النسوة السبعة الذين كن تلميذات لك؟ بالفعل، كل النساء يباركنك. أنا مندهش كيف أصبحت الأوعية الضعيفة قوية باكتشاف ما هو في داخلها." أجاب السيد، "أنت تعرف الآبار السبعة: روح الله، روح الحكمة، روح الفهم، روح المشورة، روح القوة، روح المعرفة وروح خشيتهم – كلها –هؤلاء النسوة هم مثل الحكام الرؤساء السبعة (النجوم الحية) لنزولنا. عندما مررنا عبر نفس الحاكم الرئيس أدونيوس؛ تعرفنا عليه من الزمن الذي أتينا منه من قبل. لم يدرك أنني أتيت منه، ولكن بعد ذلك تذكر أنني ابنه. ثم كان كريماً معى ككرم الأب مع ابنه. قبل أن أظهر هنا، أدونيوس ألقي هؤلاء الحكام الرؤساء بين هذا الشعب. من المنزل الثالث في السماء أعلن الأنبياء سقوطهم. "كيف سقط من السماوات، يا نجم النهار، ابن الفجر؟ غرورك قذف بك في الجحيم مع لحن قيثاراتك"

قال يعقوب، «يا معلم، لا أفهم كيف جئت مع هؤلاء النسوة كواحد، ولماذا تفضل البقاء معهم، خاصة عن البقاء معنا، نحن رجال الله.» قال السيد، يا يعقوب، لك الثناء وأنت تسير على الأرض. سيقولون الكلمات، «لن نسقط طالما ظل يعقوب الصديق واقفاً على الأرض.» أنت في حاجة إلى الاهتمام بتلك النسوة. تخلص من كأس المرارة. أثناء اهتمامك بتلك النسوة، الأعداءالمتمردون على الشريعة، البعض في الأماكن العالية سيتجمعون ضدك. لأنك بدأت تفهم أصولهم من البداية إلى النهاية. تخلص من كل مخالفة للشرع داخلك. تجنبهم جميعاً حتى لا يحسدوك. عندما تتكلمات بكلمات هذا الحمل، شجع هؤلاء الأربعة: شالوم، مريم، مارتيا، وأرسينوى. سيكن الدعامات للدعامة والأساسات للأساس. هؤلاء النسوة سيكن أول الثمار لله، ولكن ليس مثل الدخان المتصاعد من القرابين المحرقة البغيضة. سيصعدن خالدات كنجوم في الطريق العلوى. بهن، ستظهر قوة الله، بحيث أن كل الحكام الرؤساء سيشهدوا على أن «الفاني ارتفع إلى الخلود مثلما بلغت العانصر الأنثوية العناصر الذكورية.» قال يعقوب، «يا معلم، بالفعل، في تلك الشباك الثلاثة، أنوثتهن ستُلقي: لأنهن لُعن، وأضطُهدن وغُدر بهن من ذويهن. أجاب السيد،» أنظر! لا تأخذ أي شيء من أي أحد! عليك أن تتلقي هذا الفهم حتى تكشف أسرار مملكتهن، لأنك أنت المعلم المستقيم. وما لا تستطيع أن توفره، أطلبه وستجده. «قال يعقوب،» سأنطلق الآن لأكشف أن تلك النسوة سيؤمن بكمال بك حتى يرضين في يقينهم الكبير حتى الخلاص. حتى يمر وينجح هذا الكشف قريباً! وذهب يعقوب على الفور ووبخ الإثني عشرة، وطرد منهم الوهم الذي أضمروه بجهلهم بالطريق. معظم التلاميذ، عندما رأوا هوية المبعوث وسمعوا توبيخه وتعليمه، أجابوا، «فليكن آمين، يا معلم.» ولكن الآخرون، حتي قيافا، هدد، قائلاً «فلنلقي هذا الرجل من أعلى إلى الأرض، لأنه لم يعد يستحق الحياة.» وأمسكوا بيعقوب. ولكن هؤلاء الآخرون الذين تلقوا المبعوث بتواضع رُوعوا. ثاروا ضد إخوانهم، قائلين، «لن نشارك في دم، مثل هذا الصديق هلك بالظلم.» ورحل يعقوب من بينهم. لن نتمكن من العثور عليه حتى لو كان علينا البحث عنه.

## الوصلات الخارجية
النص الإنجليزي لرسالة الرؤيا الأولى ليعقوب